# Marshall Scholarship

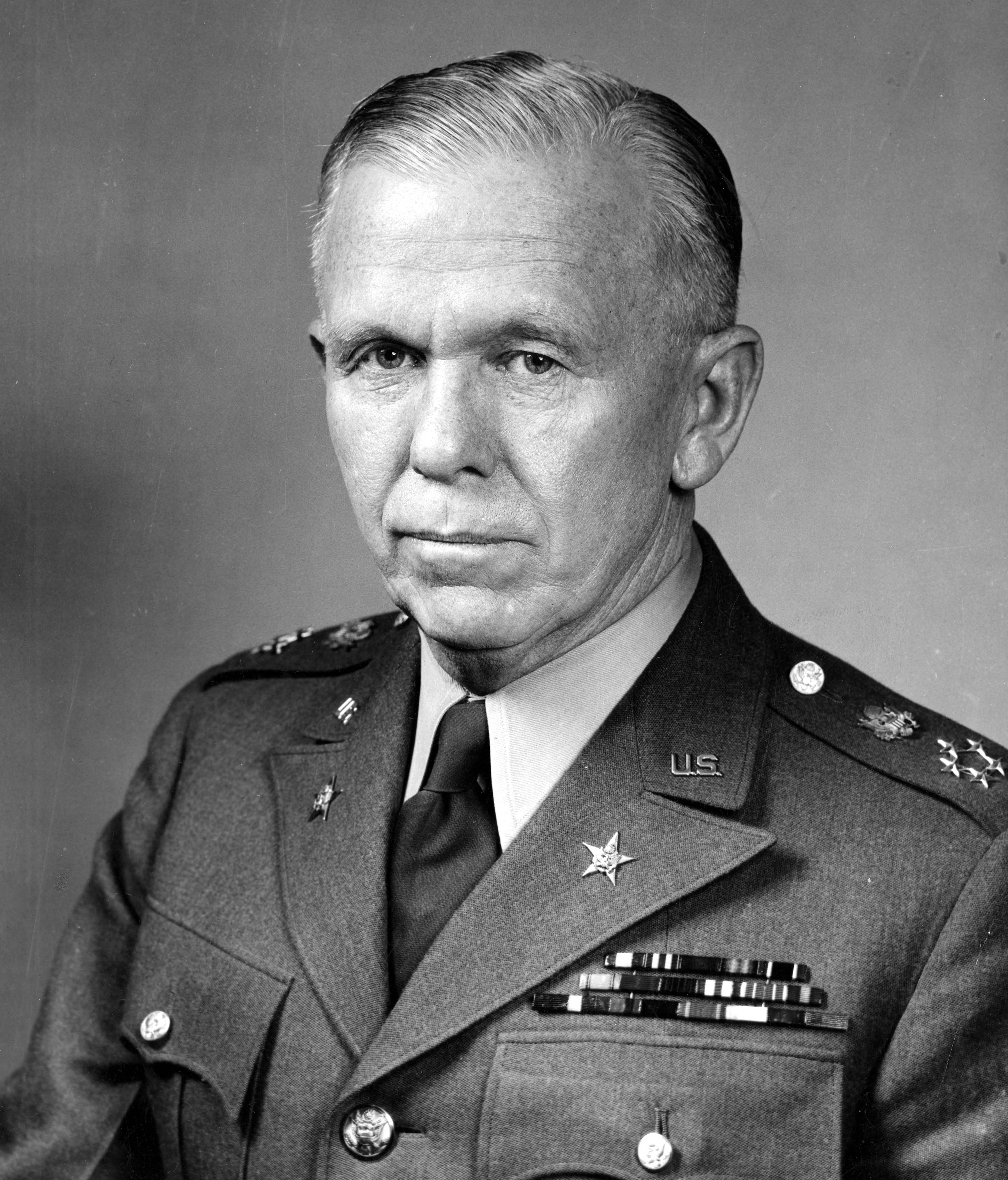
George Marshall, ancien secrétaire d'État et secrétaire de la Défense aux États-Unis, dont le scholarship porte le nom.

La Marshall Scholarship est une bourse d'études supérieures destiné aux « jeunes Américains intellectuellement distingués [et] les futurs dirigeants de leur pays » pour étudier dans une université au Royaume-Uni. Créée par le Parlement du Royaume-Uni en 1953 comme cadeau aux États-Unis en reconnaissance de la générosité du secrétaire d'État des États-Unis George Marshall et du plan Marshall au lendemain de la Seconde Guerre mondiale, le but de la bourse est de renforcer la Relation spéciale entre les deux pays pour « le bien de l'humanité dans ce monde turbulent. » 
Les bourses sont attribuées par le Marshall Aid Commemoration Commission et sont largement financées par le gouvernement britannique.
Avec près de 1 000 postulants dans les années récentes, c'est l'une des bourses d'études supérieures les plus sélectives pour les Américains, avec un taux d'acceptation d'environ 4 % et 3,2 % en 2015. Cette bourse est largement considérée comme la plus prestigieuse aux États-Unis,,, et, avec le Fulbright Scholarship, c'est la seule bourse largement accessible aux Américains pour étudier dans une université du Royaume-Uni. Le programme était également l'un des premiers à accepter des femmes ; elles constituaient un tiers de la cohorte inaugurale en 1954.
Il y a plus de 1 900 Marshall Scholars (bénéficiaires) connus, dont deux des neuf juges actuels de la Cour suprême des États-Unis (Neil Gorsuch et Stephen Breyer). D'autres anciens élèves ont été membres du Congrès et du  Cabinet présidentiel, gouverneur des États-Unis, PDG d'entreprises telles que LinkedIn et Dolby Labs, des doyens de Yale Law School, Stanford Law School, Harvard Kennedy School et Harvard College, les présidents de l'université Duke, Wellesley College, Cooper Union et Caltech. Il y a aussi un lauréat du prix Nobel, quatre Prix Pulitzer, deux lauréats de la médaille John-Bates-Clark, douze MacArthur Genius Grant, le président du National Bureau of Economic Research, les rédacteurs en chef du  Time magazine et de CNN, le rédacteur en chef des nouvelles internationales du New York Times, la plus jeune astronaute de la NASA, deux nommés aux Oscars, un lauréat de la médaille nationale de technologie et d'innovation, et une titulaire de la Distinguished Flying Cross pour service pendant la guerre en Irak.

## Objectifs
| - Drapeau des États-Unis - Drapeau du Royaume-Uni |

Dans une lettre destinée aux premiers bénéficiaires de la bourse Marshall, George Marshall a fait écho à ses propres mots en présentant initialement ses idées pour la reprise européenne en disant : 
 « Un accord étroit entre nos deux pays [les États-Unis et le Royaume-Uni] est essentiel au bien de l'humanité dans ce monde turbulent d'aujourd'hui, et cela n'est pas possible sans une compréhension intime de chacun. Ces bourses ouvrent la voie à la poursuite et à la croissance de la compréhension qui a trouvé sa nécessité dans la terrible lutte des années de guerre. » 
Les objectifs publiés des bourses Marshall sont décrits comme suit :
1. Permettre à de jeunes Américains intellectuellement distingués, futurs dirigeants de leur pays, d'étudier au Royaume-Uni.
2. Aider les chercheurs à mieux comprendre et apprécier la Grande-Bretagne contemporaine.
3. Contribuer à l'avancement des connaissances dans les domaines des sciences, de la technologie, des sciences humaines et sociales et des arts créatifs dans les centres d'excellence académiques britanniques.
4. Motiver les universitaires à agir en tant qu'ambassadeurs des États-Unis au Royaume-Uni et vice-versa tout au long de leur vie, renforçant ainsi la compréhension américano-britannique.
5. Promouvoir l'épanouissement personnel et académique de chaque boursier.

## Histoire
Des plans pour initier des Marshall Scholarships comme mémorial vivant au secrétaire d'État des États-Unis George Marshall ont été annoncés par le secrétaire d'État des Affaires étrangères et du Commonwealth Anthony Eden le 31 juillet 1952, et ont été promulgués par le Parlement du Royaume-Uni lorsque le Marshall Aid Commemoration Act a été signé en 1953. La signature de l'acte a été soutenu par « des dirigeants de toutes les couleurs politiques », le ministre britannique des Affaires étrangères Ernest Bevin décrivant la création de la bourse comme « une grande opportunité pour l'Europe. »
En 1959, lorsque le Parlement a doublé le nombre de bénéficiaires de 12 à 24, le politicien britannique Philip Noel-Baker a fait valoir que « Marshall, plus que peut-être tout autre homme, a détruit l'isolement des États-Unis et a construit la conception que seule la sécurité collective à travers les institutions internationales peut sauver le monde... Je pense que le monde n'a jamais vu un acte de plus grande générosité nationale que l'aide Marshall et les autres aides que les États-Unis ont accordées à d'autres continents au cours des 15 dernières années. » En 1960, six ans après sa création, la bourse était « en passe de devenir aussi connue et respectée que la bourse de Rhodes », et les deux bourses ont attiré environ 500 à 600 candidats.
Dans le cadre des célébrations du 50e anniversaire des bourses Marshall en 2003, des médailles Marshall ont été décernées à un groupe d'éminents Américains en reconnaissance de leur contribution aux relations américano-britanniques, notamment Stephen Breyer (boursier en 1959), Dr Ray Dolby (1957), Thomas L. Friedman (1975) et l'ancien président de l'université Duke, Nannerl Keohane (1961).
Le nombre de boursiers est passé à 30 en 1973, 40 en 1991 et entre 2004-2007 jusqu'à 44. En 2010, la Commission a décidé d'offrir un nombre limité de bourses d'un an. En 2016, le ministère des Affaires étrangères a annoncé que 40 chercheurs avaient été sélectionnés, soit une augmentation de 25 % par rapport aux 32 initialement prévus, le ministre des Affaires étrangères Alok Sharma l'appelant une démonstration de la façon dont « la Grande-Bretagne est résolue dans son engagement envers la Relation spéciale».
Au cours des premières années de la bourse Marshall, il était courant que de nouveaux boursiers voyagent ensemble au Royaume-Uni sur un paquebot, mais maintenant, les boursiers voyagent habituellement ensemble à Londres depuis Washington, à la suite d'un programme de bienvenue avec des diplomates américains et britanniques de haut-vol.

## Sélection, Sélectivité Et Destinations Académiques
Les candidats potentiels doivent d'abord être approuvés par leur université pour postuler. Le processus de sélection est ensuite coordonné par les huit principales régions des ambassades et consulats britanniques aux États-Unis (Atlanta, Boston, Chicago, Houston, Los Angeles, New York, San Francisco et Washington D.C.). Les comités de sélection de chaque région, composés d'anciens boursiers et d'autres personnalités éminentes, reçoivent des candidatures approuvées par l'université (y compris des déclarations personnelles et des essais) qui sont utilisées pour sélectionner une courte liste de candidats pour des entretiens. Chaque comité interviewe ensuite chacun des finalistes régionaux avant de prendre les décisions finales sur les prix de l'année. En 2014, 16 % des candidats approuvés par leur université ont été reçus à un entretien.
Bien que la majeure partie de la responsabilité de la sélection des récipiendaires incombe aux comités, quelques lignes directrices officielles ont été décrites dans les critères de sélection officiels, notamment :
« En tant que futurs dirigeants, ayant une compréhension durable de la société britannique, les boursiers Marshall renforceront les relations durables entre les peuples britannique et américain, leurs gouvernements et leurs institutions. Les boursiers Marshall sont talentueux, indépendants et de grande envergure dans leurs intérêts, et leur temps en tant que boursiers améliorera leur croissance intellectuelle et personnelle. Leur engagement direct avec la Grande-Bretagne à travers ses meilleurs programmes académiques contribuera à leur réussite personnelle ultime. Lors de la nomination des boursiers, les sélecteurs rechercheront la distinction de l'intellect et du caractère, comme en témoignent à la fois leurs réalisations scolaires et leurs autres activités et réalisations. La préférence sera accordée aux candidats qui affichent un potentiel pour apporter une contribution significative à leur propre société. Les sélecteurs rechercheront également une forte motivation et un sérieux dans leur objectif, y compris la présentation d'un programme académique spécifique et réaliste. »

### Sélectivité
Entre 900 et 1 000 étudiants sont généralement approuvés pour postuler à la bourse Marshall chaque année, avec 979 en 2014 (comparé à 857 pour le Rhodes Scholarship, et 924 pour le UK Fulbright Program), dont 3,4 % ont finalement été sélectionnés. En 2015 et 2016, 3,2 et 3,5 % respectivement des candidats à la bourse Marshall approuvés par leur université ont été élus,.
Les comités de sélection Marshall accordent une grande importance à la réussite et au potentiel académiques et, à ce titre, la candidature requiert une moyenne cumulative minimale de 3,7/4 (GPA). Les candidats retenus, cependant, ont généralement des GPA beaucoup plus élevés : plus de la moitié des candidats ont des dossiers académiques parfaits. Les gagnants de l'Université d'Harvard avaient un GPA moyen de 3,92/4 en 2014, et l'Université de Stanford recommande un GPA supérieur à 3,8/4 pour postuler. En comparaison, les gagnants de la bourse Rhodes de Harvard ont eu un GPA moyen de 3,8/4.
Entre 1954 et 2013, 239 des 1818 bénéficiaires ont obtenu leur diplôme de premier cycle d'Harvard (13 %), 126 de Princeton, 108 de Yale, 83 de Stanford et 60 du MIT. L'université publique avec le plus de succès est l'Académie militaire américaine de West Point, avec 34 bénéficiaires, suivie par l'Université de Californie à Berkeley, avec 28. Sur les 548 bénéficiaires entre 2000 et 2013, 30 venaient d'Harvard et de Stanford (5 %), 26 de Princeton, 21 de Yale, 17 du MIT et 17 de l'Académie militaire de West Point et de l'Académie navale.

### Destinations académiques au Royaume-Uni
L'université d'Oxford, l'université de Cambridge, l'Imperial College London, la London School of Economics, l'University College de Londres, l'université d'Édimbourg et le King's College de Londres dominent toujours la liste des universités préférées sélectionnées par les candidats aux bourses Marshall approuvés et effectivement interviewés au cours des années 2005 à 2016.
Ces 7 institutions tendent presque toujours à former le bloc dominant de la destination des boursiers finalement sélectionnés. Cela dit, les bénéficiaires ont fréquenté un large éventail d'universités à travers le Royaume-Uni, dont beaucoup sont classées parmi les meilleures au monde,.
En 2015, 69 boursiers Marshall étaient en résidence dans des universités britanniques y compris ceux qui ont été sélectionnés pour les cohortes de 2012, 2013 et 2014. Pendant ce temps, il y a eu 27 boursiers à l'université d'Oxford, 13 à l'université de Cambridge, 5 à la London School of Economics et 4 à l'Imperial College London. Parmi ces boursiers, 46 étudiaient les arts et les sciences sociales tandis que 23 étudiaient les sciences, l'ingénierie ou les mathématiques.